# 万盛石林
万盛石林坐落在中國重庆市万盛区，是中国最古老的石林，距今已有1亿多年的历史。面積是2.4平方公里。其中景著名的景點是萬盛石林「八絕」：包括石扇、石龜、石墓、石峽、化石、石鼓、石塔和轎歌。